# Clérette
La Clérette est une rivière de Seine-Maritime, en région Normandie  qui prend sa source dans le sud du pays de Caux et se jette dans le Cailly, elle est donc un sous-affluent de la Seine.

## La rivière et sa vallée
La Clérette naît sur le territoire de la commune de Clères, au nord-est du bourg, à 106 m d'altitude, traverse celui-ci et, après un cours de 10 km toujours orienté vers le sud-est, rejoint le Cailly à Montville, à 49 m d'altitude, où elle lui apporte 0,63 m3/s pour un bassin versant de 67 km2.
Dans sa partie amont, la rivière traverse des prairies herbeuses tandis que des rhubarbes géantes du Brésil (ou Gunnera manicata) poussent sur ses rives. Elle traverse ensuite Clères, avant de pénétrer dans le parc zoologique, établi en 1919 par Jean Delacour autour d'un château édifié au XVIe siècle sur les ruines d'un château fort du XIIIe siècle, détruit par les Anglais durant la guerre de Cent Ans. Ornithologue, botaniste et zoologiste, Jean Delacour installa, dans son domaine, de nombreux mammifères et oiseaux, ramenés de ses expéditions sous les latitudes tropicales. Dans un parc de 70 hectares (dont 13 ouverts au public), 120 mammifères de 8 espèces différentes et 1 200 oiseaux de 200 espèces (dont certaines très rares comme le pigeon rose de l'île Maurice ou la bernache néné d'Hawaii) vivent en semi-liberté, ce qui constitue une des quatre principales collections privées du monde. Après avoir dépassé ce site, le cours de la Clérette traverse à nouveau des prairies entrecoupée de quelques cultures maraîchères.
En aval de Clères, la rivière coule dans une vallée non urbanisée, occupée par des prairies entrecoupées de cultures maraîchères et bordée, sur ses coteaux, d'espaces boisés. La présence du très rare (et toxique) Aconit napel ou Casque-de-Jupiter et de l'Orchis mâle, orchidée peu commune en Normandie, a valu l'établissement d'une ZNIEFF peu en aval du bourg : « Les bords de la Clérette le long de la D 155 » Avant d'atteindre Montville, quelques ruines de moulins, à blé ou à papier (au lieu-dit le Tôt), témoignent de l'ancienne activité meunière de la région. Rivière aux eaux claires et à la pente relativement forte de 5,5 ‰, la Clérette est poissonneuse, riche en truites et en chabots.

### Communes et cantons traversés
La Clérette traverse le territoire des trois communes : Clères (source), Anceaumeville et Montville (confluence).
Soit en termes de cantons, la Clérette prend source et conflue dans le même canton de Bois-Guillaume, donc dans l'arrondissement de Rouen.